# ساماریم
ساماریوم (Samarium) از عنصرهای شیمیایی جدول تناوبی است. نشانه کوتاه آن Sm و عدد اتمی آن ۶۲ است.
خواص فیزیکی عنصر ساماریم:
- عدد اتمی: ۶۲
- جرم اتمی: ۴/۱۵۰
- نقطه ذوب: C° ۱۰۷۴
- نقطه جوش: C° ۱۷۹۴
- شعاع اتمی: Å ۲/۵۹
- ظرفیت: ۳ و ۲
- رنگ: سفید نقره ای
- حالت استاندارد: جامد
- نام گروه: لانتانیدها